# A escape libre
A escape libre es una coproducción francesa, española, italiana y de Alemania rodada en Almería, (Andalucía) y dirigida por Jean Becker. De género de aventuras, crimen, comedia y perteneciente a la llamada ‘nouvelle vague’ francesa.

## Argumento
David es un contrabandista esporádico que de vez en cuando pasa diamantes de contrabando de unos países a otros. Embarca en  Barcelona con el encargo de transportar oro hacia el Líbano, pero ignora los detalles de la operación. Los señuelos para que acepte son una enorme suma de dinero que ganará si lo consigue, y la compañía de una bella mujer durante la aventura.